# Byrrhinus hulstaerti
Byrrhinus hulstaerti is een keversoort uit de familie dwergpilkevers (Limnichidae). De wetenschappelijke naam van de soort werd in 1952 gepubliceerd door Maurice Pic.